# Лукьянов, Степан Юрьевич
Степан Юрьевич Лукьянов (20.08.1912, Санкт-Петербург — 1996, Москва) — советский физик-экспериментатор, лауреат Ленинской премии 1958 года и Сталинской премии.

## Биография
Учился на физическом факультете ЛГУ (1928—1930), с 1934 по 1936 гг. — на инженерно-физическом факультете Ленинградского политехнического института. Окончил его по специальности «экспериментальная физика». 
Работал лаборантом на Ленинградском телефонном заводе «Красная заря», инженером в Ленинградском филиале НИИ № 10, с 1937 по 1941 гг. — старшим преподавателем и заведующим электровакуумной лабораторией Ленинградского института киноинженеров под руководством П. И. Лукирского. В 1934—1935 гг. П. И. Лукирский и его ученики С. Ю. Лукьянов и Н. Н. Лушева разработали первые в мире сурьмяно-цезиевые фотоэлементы.
В 1936—1949 работал в ЛФТИ (с 1941 в лаборатории И. В. Курчатова, с 1946 старший научный сотрудник). С 1949 заведующий лабораторией Лаборатории № 2 (Институт атомной энергии им. И. В. Курчатова).
Кандидат физико-математических наук (1941). Доктор физико-математических наук (1949). Профессор (1949).
В 1937—1945 преподавал в Ленинградском институте кино и телевидения, в 1944—1945 зав. кафедрой физики и оптики.
С 1944 г. являлся ученым секретарём секции электроники Совета Радиофизики при Академии наук СССР.
Долгие годы преподавал в МИФИ.
Профессор кафедры атомной физики и электронных явлений физического факультета МГУ (1954—1965). Читал курс «Ядерная физика с элементами физической электроники», спецкурсы по физике плазмы.
Автор научных работ по атомной и ядерной физике, физике плазмы, управляемому термоядерному синтезу.

## Награды
- Сталинская премия (1953) — за разработку и внедрение в промышленность электромагнитного метода разделения изотопов и получение этим методом лития-6
- Ленинская премия (1958) — за исследования мощных импульсных разрядов в газе для получения высокотемпературной плазмы
- 2 ордена Трудового Красного Знамени (в том числе 27.03.1954)
- медаль «За трудовую доблесть» (1945)
- другие медали

## Основные работы
- Фотоэлементы [Текст] / С. Ю. Лукьянов ; Акад. наук СССР. Ленингр. физ.-техн. ин-т. - Москва ; Ленинград : Изд-во и 2-я тип. Изд-ва Акад. наук СССР, 1948 (Москва : 16-я тип. треста "Полиграфкнига"). - 372 с. : ил.; 22 см.
- Основные представления экспериментальной ядерной физики [Текст] / Д-р физ.-матем. наук проф. С. Ю. Лукьянов. - Москва : Знание, 1955. - 40 с. : ил.; 22 см. - (Серия 3/ Всесоюз. о-во по распространению полит. и науч. знаний; № 40).
- Горячая плазма и управляемый ядерный синтез / С. Ю. Лукьянов. — М.: Наука, 1975. — 407 с.: ил. — Библиогр.: с. 398-407.
- Диагностика термоядерной плазмы / [С. Ю. Лукьянов, Д. А. Щеглов, В. Е. Голант и др.]; Под ред. С. Ю. Лукьянова. - М. : Энергоатомиздат, 1985. - 165 с. : ил.; 21 см.
- Л. А. Арцимович, С. Ю. Лукьянов. Движение заряженных частиц в электрических и магнитных полях. 2-е изд. — М.: Наука, 1972.
- Движение заряженных частиц в электрических и магнитных полях : Учебное пособие для вузов / Л. А. Арцимович, С. Ю. Лукьянов. - 2-е изд., испр. и доп. - М. : Наука, 1978. - 223[1] с. : ил.
- Mouvement des particules chargees dans des champs electriques et magnetiques [Текст] / L. Artsimovich, S. Loukianov ; Trad. du russe par F. Berquier. - Moscou : Mir, 1975. - 204 с. : ил.; 22 см.